# Ніколаос Скуфас

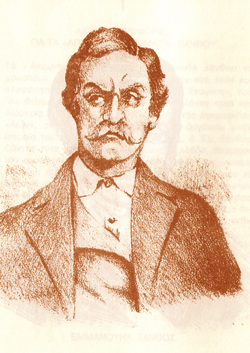
Ніколаос Скуфас

Ніколаос Скуфас (грец. Νικόλαος Σκουφάς; 1779, Комботі — 12 серпня (31 липня) 1818, Стамбул, Османська імперія) — діяч грецького національно-визвольного руху, один із трьох засновників таємного товариства «Філікі Етерія» в Одесі.

## Життєпис
Народився в містечку Комботі, поблизу Арти, Епір. Освіту отримав в Арті, тут же відкрив невеличкий магазин, де продавав власноруч пошиті капелюхи-скуфейки, за якими й отримав своє прізвисько Скуфас. Справжнє ім'я до нас не дійшло.
Переслідування османської влади через непокору Алі-паші, тодішньому правителю Епіру, змусило Ніколаоса Скуфаса на початку 1813 року переселитися до Одеси, де відкрив спочатку невеликий торговельний дім. В Одесі 1814 року разом з Еммануїлом Ксантосом і Атанасіосом Цакалофом заснував таємне товариство «Філікі Етерія» («Товариство друзів»), яке мало своєю метою підготовку збройного повстання. Скуфас першим письмово визначив основні напрямки діяльності товариства. З кінця 1814 року Скуфас вербував до товариства членів у Москві, а з 1816 — в Одесі.
Загалом він настільки захопився діяльністю «Філікі Етерія», що не помітив, як його підприємства збанкрутіло. Він закрив і крамницю в Москві, сплатив борги, і наприкінці 1815 року повернувся в Одесу. Після розкриття Ніколаоса Галатіса у 1817 році, першої невдалої зустрічі з Іоаннісом Каподистрією і наказом царя Олександра І про заборону будь-яких зв'язків з таємним товариством, Скуфас, за згодою Ксантоса, переніс організаційний центр «Філікі Етерії» у Константинополь, де повністю присвятив себе справі спілки.
В останні роки життя відіграв значну роль в організації вербування членів товариства в Греції, для чого створив нову ланку в структурі товариства, так званих, «апостолів», які відповідали за вербування нових членів, збір коштів, підготовку зброї й іншого військового спорядження.
Ніколаос Скуфас 31 липня 1818 року помер у Стамбулі в муках, за невияснених причин. Його смерть стала приводом до розбрату і розколу серед етеристів, що згодом відіграло певну роль у поразці повстання в Дунайських князівствах 1821 року. Похований Ніколаос Скуфас у православному храмі в константинопольському районі Мега-Ревма.